# Chaetopisthes semisulcatus
Chaetopisthes semisulcatus är en skalbaggsart som beskrevs av Tangelder och Jan Krikken 1982. Chaetopisthes semisulcatus ingår i släktet Chaetopisthes och familjen Aphodiidae. Inga underarter finns listade i Catalogue of Life.